# Budgetmaximierungsmodell
Der US-amerikanische Wirtschaftswissenschaftler William A. Niskanen entwickelte und veröffentlichte 1968 als Vertreter der ökonomischen Theorie der Bürokratie die sog. Budgetmaximierungstheorie (auch Budgetmaximierungsmodell).

## Theorie
Kernaussage dieser Theorie ist, dass das Interesse einer Bürokratie die Maximierung ihres Budgets ist, weil alle anderen Nutzendimensionen hiervon abhängen.
Hierzu definiert Niskanen diese Nutzendimensionen:
- Aufstiegschancen
- Verdienst und Nebenverdienste
- Prestige
- Macht
- Überleben der Organisation
- Wettbewerb mit anderen Behörden
- Vereinfachung von Veränderungen innerhalb der Behörde

Niskanen versteht die Bürokratie als monolithischen Akteur, der mit der Politik um sein Budget verhandelt. Zwischen Bürokratie und Politik herrscht Informationsasymmetrie.
Beispiel
Eine Behörde ist i. d. R. ein Monopolist, da sie der einzige Leistungsanbieter ist und kann Konsumenten sogar zum Konsum zwingen (z. B. Schulpflicht). Nur die Behörde selbst kennt die tatsächlichen Kosten und den tatsächlichen Nutzen ihrer Leistungen (Informationsasymmetrie).